# Cuore (ragno)

Il cuore è indicato dal numero 1

Il cuore dei ragni è un organo di forma tubolare posto nella parte superiore dell'opistosoma; raramente, in alcune specie, si prolunga parzialmente anche nel cefalotorace.
Ha la forma di un lungo tubo, all'interno del quale vi sono circa 7 paia di ostii disposti allo stesso modo per garantire il flusso dell'emolinfa in una sola direzione. A seconda delle dimensioni del ragno varia anche il numero di ostii: in ragni piccoli sono solo due o tre.
La parete interna di questo tubo è composta in gran parte da muscoli a striatura circolare circondati da muscoli a striatura longitudinale e, in parte, anche da tessuto connettivo. Nei ragni di dimensioni maggiori è ben visibile un seno pericardico che avvolge il tutto.

## Circolazione dell'emolinfa
Il sangue o emolinfa del ragno entra nel cuore dall'emocele, scorre lungo gli ostii in un'unica direzione, entra nell'aorta anteriore, che passa attraverso il pedicello ed entra ad irrorare il cefalotorace distribuendosi nel seno periviscerale e apportando nutrienti essenziali. Dall'altro lato del cuore parte dell'emolinfa si incanala nell'aorta posteriore ed in arterie periferiche che hanno il compito di portare nutrienti all'opistosoma attraverso un altro seno periviscerale.
Ossigenate le due estremità, il sangue del ragno affluisce nei polmoni a libro, in particolare nel seno polmonare che li avvolge, dove di nuovo ossigenato e, attraverso una piccola vena detta vena pneumopericardica, passa di nuovo nel cuore a chiudere il sistema circolatorio aperto degli aracnidi.